# Piézorésistance

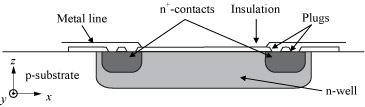
Schéma de la piézorésistivité d'un élément

La piézorésistivité, est une propriété d'un matériau décrivant le changement de résistance électrique dû à une contrainte mécanique subie.

## Histoire

### Découverte
Avec le développement du télégraphe au XIXe siècle, des problématiques de propagation du signal et de conductivité changeante en fonction du temps, ont motivé l’observation du changement de conductivité/résistivité sous contraintes mécaniques . En 1856, le physicien britannique William Thomson, mieux connu sous le nom de Lord Kelvin, a remarqué pour la première fois un changement de résistance électrique avec l’élongation du fer et du cuivre .
La même année, Lord Kelvin donna une conférence (la Bakerian Lecture) devant la Société royale de Londres, où il présenta une expérience dans laquelle des fils en fer et de cuivre étaient étirés à l’aide de poids et leur changement de résistance était mesuré grâce à un pont de Wheatstone. Lord Kelvin conclut que puisque l’élongation des deux fils était la même, « l’effet observé devait vraiment dépendre d’une variation de conductivité » .
À la suite des travaux de Lord Kelvin, Herbert Tomlinson confirma le changement de la conductivité en présence d’une contrainte mécanique. Il effectua des mesures sur différents métaux en faisant varier, cette fois, l’orientation,. Pour la première fois en 1932, Mildred Allen proposa des expériences pour mesurer la conductivité en fonction de la direction cristallographique de cristaux de bismuth, antimoine, cadmium, zinc et étain,,,. 
En 1935, le terme de piézorésistance apparaît dans l’article de John W. Cookson qui distingue le changement de la conductivité avec les contraintes et le changement total de résistance . Le terme de piézoélectricité, quant à lui, est apparu bien plus tôt avec Hermann Hankel en 1881. Les deux phénomènes, bien que proches sémantiquement, ne sont pas liés. En 1910, Woldemar Voigt formalise l’expression tensorielle des contraintes et des déformations dans un cristal ainsi que l’expression tensorielle généralisée de la loi de Hooke . 

### Développement
En 1950, John Bardeen et William Shockley, co-inventeurs du transistor, prévoient des changements de conductivité relativement importants dus à la déformation de cristaux semi-conducteurs. Dès 1954, Charles S. Smith mesure des coefficients piézorésistifs «exceptionnellement grands» sur le silicium et germanium . Aujourd’hui, cet article constitue la référence de base historique sur la piézorésistivité du silicium et du germanium.
Les premières jauges de contraintes en silicium ont été fabriquées par gravure chimique, elles étaient considérées comme une grande avancée technique avec leur sensibilité au moins 50 fois supérieure à celle des jauges métalliques . Les premières applications commerciales de ces jauges virent le jour à la fin des années 1950 avec leur utilisation dans des capteurs de pression. Dès 1960, il y avait deux sociétés vendant des jauges piézorésistives à base de silicium massif : Kulite-Bytrex et Microsystems . L’invention de la technologie planaire par Jean Hoerni en 1959 améliora également la construction de capteurs piézorésistifs. Le premier capteur de pression intégré fut réalisé par Tufte et al. à Honeywell Research en 1962 . Quand les MEMS ont émergé dans les années 1980, les capteurs piézorésistifs étaient prépondérants . Dans la publication célèbre Silicon as a Mechanical Material, de Kurt E. Petersen en 1982 les capteurs piézorésistifs et leurs méthodes de fabrication sont décrits . Depuis, les améliorations des techniques de microfabrication sur le plan de la résolution, du dopage, de la gravure et du dépôt de couches minces ont permis aux capteurs piézorésistifs de gagner en performances, et bien sûr, en miniaturisation. 

### Nano-fils piézorésistifs
Les nanotechnologies et la piézorésistivité n’ont pas tardé à se rencontrer lorsque, en 2002-2003, T. Toriyama, Y. Tanimoto et S. Sugiyama furent les premiers à mesurer un coefficient piézorésistif longitudinal de nanofils en silicium jusqu’à 60 % plus élevé que celui du silicium massif ,. Mais ce n’est qu’en 2006 que cet effet de piézorésistivité dite « géante » a trouvé sa notoriété, quand RongHui He et PeiDong Yang de Berkeley, publient dans Nature leurs mesures montrant que les nanofils de silicium peu dopés de type P pouvaient avoir un coefficient piézorésistif apparent jusqu’à 37 fois supérieur aux valeurs du silicium massif . À la différence des nanofils de Toriyama qui ont été fabriqués par approche descendante (lithographie, gravure), les nanofils de He et Yang ont été fabriqués par approche ascendante (croissance VLS). Cette découverte de la piézorésistance géante a motivé de nombreux travaux sur les propriétés électromécaniques des nanofils . Depuis 2006, des travaux ont confirmé les résultats de He et Yang , alors que d’autres travaux ont remis en cause l’existence d’une piézorésistance géante d’origine volumique ,.

## Mécanisme
La sensibilité d'un appareil piézorésistif a comme caractéristique :
{\displaystyle \ K=(dR/R)/\epsilon _{L}}
où {\displaystyle \ \epsilon _{L}\ }  et R représentent respectivement la variation relative de longueur et la résistance.

### Piézorésistivité des métaux
La piézorésistivité d'un capteur métallique est due au changement de géométrie dû à la contrainte mécanique. Ce facteur géométrique du capteur se représente par la variable K (Window 1992) :
{\displaystyle \ K=1+2\nu }
où {\displaystyle \ \nu } représente le coefficient de Poisson du matériau, qui traduit la contraction de celui-ci soumis à une traction normale.
Même si les variations sont relativement faibles, elles permettent de mesurer les déformations d'une pièce (jauge de contrainte) sur une large gamme d'utilisation (Window 1992).

### Piézorésistance ou piézorésistor
Les piézorésistances ou piézorésistors sont des résistances variables faites à partir d'un matériau piézorésistant et sont utilisées pour les jauges de contraintes, couplées avec un pont de Wheatstone.

### Piézorésistivité des semi-conducteurs
La variable K d'un semi-conducteur peut être cent fois supérieure à celle des métaux. Les semi-conducteurs généralement utilisés sont le germanium et le silicium (amorphe ou cristallisé)... Le silicium étant aujourd'hui largement utilisé dans les circuits intégrés, l'utilisation des capteurs à base de silicium est largement répandue et permet une bonne intégration des jauges de déformation avec les circuits bipolaires ou CMOS.

#### Cas du silicium
Une contrainte appliquée sur du silicium va modifier sa conductivité pour deux raisons : sa variation géométrique mais aussi sur la conductibilité intrinsèque du matériau. Il en résulte une amplitude bien plus importante que pour des capteurs métalliques (Smith 1954).
Cela a permis une grande gamme d'utilisation de la mesure par piézorésistivité. Beaucoup d'appareils commerciaux comme les capteurs d'accélération utilisent des capteurs en silicium.